# Lista över skeppsbrott under 2011
Ofullständig lista över skeppsbrott under 2011 inkluderar de skeppsbrott där fartyg förlist eller försvunnit under 2011.

## Februari

### 17 februari
En djonk använd som turistbåt sjönk i Ha Long-bukten i Vietnam. Av ca 30 personer ombord omkom 12, då de överraskades sovande i sina hytter.

## April

### 6 april
En flyktingbåt från Libyen sjönk 65 kilometer söder om den italienska ön Lampedusa. Ombord fanns omkring 200 personer varav 50 kunde räddas av kustbevakningen och 130–250 antogs saknade. 
130 och 250

## Juni

### 2 juni
En fiskebåt med flyktingar från Libyen sjönk 20 kilometer söder om de tunisiska Kerkennah-öarna. Båten var på väg från Libyen till Italien. Det var en fiskebåt som temporärt användes som transport för flyktingar. Den fylldes med 840 flyktingar, vilket fiskebåten inte var byggd för att klara av. Det blåste upp till storm, den överlastade fiskebåten välte och desperata människor hoppade av båten. Den tunisiska kustbevakningen anlände snabbt till haveriplatsen som bara låg 20 km från Tunisiens kust. 
570 människor räddades men närmare 300 personer saknas fortfarande och 270 befaras ha omkommit.

## Juli

### 10 juli
M/S Bulgaria, ett ryskt fartyg som seglade i södra Ryssland på Volgafloden, sjönk hastigt i en storm. Vatten forsade in igenom luckor som uppenbarligen öppnats på grund av dålig ventilation, och fartyget kantrade och sjönk. Detta är den största båtolyckan i Ryssland sedan 1986. Ombord fanns mer än 200 personer av vilka 79 kunde räddas och minst 129 omkom. Ett flertal passagerare saknas men exakt hur många vet man inte eftersom det är oklart hur många som var ombord.
Överlevande uppges ha fått ligga i vattnet i 90 minuter innan de kunde räddas av passerande fartyg. Minst två skepp uppges ha passerat haveriplatsen utan att hjälpa till och de ansvariga officerarna på de två fartygen anklagades och en rättslig undersökning inleddes. Vraket bärgades ett par dagar senare. Sammanlagt har 54 hittats döda. Resterande saknas.